# Pulchellodromus wunderlichi
Espèce
Synonymes
- Philodromus wunderlichi Muster & Thaler, 2007

Pulchellodromus wunderlichi est une espèce d'araignées aranéomorphes de la famille des Philodromidae.

## Distribution
Cette espèce est endémique des îles Canaries. Elle se rencontre à El Hierro, à La Palma, à La Gomera, à Tenerife, à la Grande Canarie et à Lanzarote.

## Étymologie
Cette espèce est nommée en l'honneur de Jörg Wunderlich.

## Publication originale
- Muster, Bosmans & Thaler, 2007 : The Philodromus pulchellus-group in the Mediterranean: taxonomic revision, phylogenetic analysis and biogeography (Araneae: Philodromidae). Invertebrate Systematics, vol. 21, no 1, p. 39-72.